# Владислав I Влайку
Владислав I Влайку (рум. Vladislav I (Vlaicu Vodă) (близько 1325 — бл. 1377) — правитель (воєвода) Волоського князівства з династії Басарабів, (1364 — бл. 1377), старший син і наступник волоського воєводи Ніколає Александру.

## Життєпис

Волощина між XIII і XVI століттями (темно-зеленим вказані області надані Лайошем I Владиславу I)

У 1364 році після смерті свого батька, Ніколає Александру, Владислав Влайку успадкував волоський трон. Він був васалом болгарського царя Івана Олександра. У правління Владислава I відносини з Угорським королівством залишалися вкрай напруженими. Угорський король Лайош I Великий в 1365 році захопив Видин, столицю Видинського царства, а в 1370 році зайняв королівський престол у Польському королівстві. У 1366 році волоський воєвода Владислав I змушений був підписати перемир'я з Угорщиною і визнати себе васалом Лайоша Великого. Натомість угорський король закріпив за воєводою Волощини володіння Северином, Амлашем і Фегерашом. У 1368 році угорські війська вторглися в Волощину, але були розбиті волоським прикордонним воєначальником Драгомиром. У 1369 в Валахію вперше вторглися загони турків-османів. У 1371 союзну македонсько-волоське військо було розгромлене турками у битві на річці Марица. В 1375 році угорці відібрали у Владислава Банат Северин. У 1377 р. під натиском боярської опозиції Владислав I Влайку змушений був відмовитися від трону на користь свого молодшого брата Раду I.